# Adoretus marshalli
Adoretus marshalli är en skalbaggsart som beskrevs av Ohaus 1930. Adoretus marshalli ingår i släktet Adoretus och familjen Rutelidae. Inga underarter finns listade i Catalogue of Life.